# Ordino
Koordinaten: 42° 33′ N, 1° 32′ O

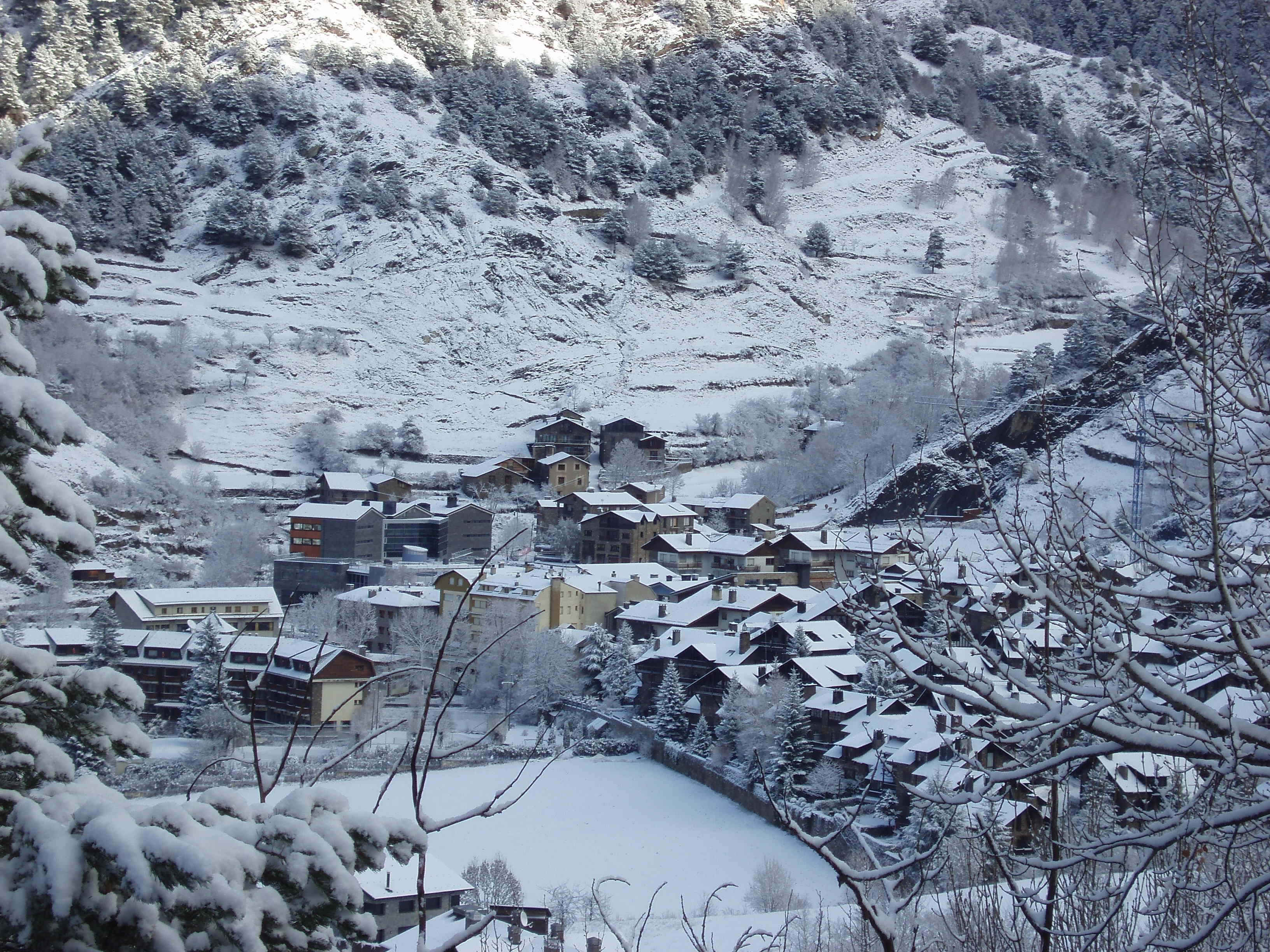
Ordino

Ordino ist eine Gemeinde in Andorra am Fuße des Pic de Casamanya. Die Gemeinde erstreckt sich auf 89,3 km² bei einer Höhe von 1298 m in der Kleinstadt Ordino.
Des Weiteren liegen die Dörfer El Serrat (1654,8 m), El Casamanya (2740 m), El Port del Rat (2539 m), El pico de Tristaina (2878 m) und El puerto de Siguer (2395 m) in der Gemeinde.
Die 5426 Einwohner (Stand 31. Dezember 2022) der Gemeinde verteilen sich auf die verschiedenen Dörfer des Ordinotals: Ordino, Segudet, Sornàs, Ansalonga, La Cortinada, Arans, Llorts und El Serrat. Hinzu kommen die Ansiedlungen Les Salines und die Wintersport-Station Ordino-Arcalís. Ordino ist die wichtigste Stadt des Tals und der Verwaltungssitz der Gemeinde.
Im Ort befindet sich das Museu Postal d’Andorra. Sehenswert ist auch das zum Museum umgestaltete Herrenhaus der Familie d’Areny-Plandolit.

## Persönlichkeiten
Antoni Fiter i Rossell (1706–1748) ist in Ordino geboren. Er war Vogt des Bischofs von Urgell, einer der Kofürsten Andorras.